# Rami Shaaban
Rami Shaaban (* 30. Juni 1975 in Stockholm) ist ein ehemaliger schwedischer Fußballspieler. Der Torwart, der mehrfach in der schwedischen Nationalmannschaft zum Einsatz kam, spielte im Laufe seiner Karriere unter anderem in Ägypten, England und Norwegen.

## Werdegang
Shaaban wurde als Sohn eines Ägypters und einer Finnin geboren. Er besitzt sowohl die schwedische als auch die ägyptische Staatsbürgerschaft.
Shaaban begann seine Karriere bei Saltsjöbadens IK. 1995 wechselte er wegen seines Studiums nach Kairo. Kurzzeitig war er für den Zamalek SC aktiv, ehe er zu Ittihad Osman ging. Nach seiner Rückkehr nach Schweden spielte er für den Zweitligisten Nacka FF. Von dort wechselte er nach Ende der Spielzeit 1999 zum Erstligisten Djurgårdens IF. Im August 2002 verließ er den Klub, der am Ende der Spielzeit das Double aus schwedischer Meisterschaft und Svenska Cupen gewann.
Shaaban wechselte zum FC Arsenal. Dort blieb ihm jedoch der Durchbruch verwehrt. Nicht zuletzt wegen mehrerer Verletzungen, darunter auch ein Beinbruch, kam er beim englischen Klub auf nur fünf Einsätze, darunter drei Spiele in der Premier League. Im Januar 2004 wurde er daher an West Ham United ausgeliehen, wo er allerdings überhaupt nicht eingesetzt wurde. Anschließend schloss er sich Brighton & Hove Albion an, für die er in der Football League Championship zu sechs Spielen kam.
Zur Spielzeit 2006 wechselte Shaaban ablösefrei zu Fredrikstad FK in die norwegische Tippeligaen, wo er sich als Stammtorhüter etablieren konnte. Im Februar 2008 wurde seine Rückkehr nach Schweden bekannt gegeben, er unterschrieb einen Fünfjahresvertrag bei Hammarby IF und soll ungefähr vier Millionen Kronen gekostet haben. In Hammarby war er zunächst die Nummer eins zwischen den Pfosten, verlor diesen Status Mitte 2008 jedoch. Erst im Juli 2009 kehrte er ins Team zurück. Nach dem Abstieg seines Klubs am Ende der Spielzeit 2009 blieb er dem Verein treu. Nach vier Spieltagen in der Superettan verletzte er sich jedoch. Lediglich im September 2011 kam er anschließend noch einmal zum Einsatz. Ende 2011 beendete er seine Laufbahn.
Am 25. Mai 2006 debütierte Shaaban in der schwedischen Nationalmannschaft. Gegen die finnische Landesauswahl blieb er beim 0:0-Unentschieden ohne Gegentor. In der Folgezeit etablierte er sich im Kader der Nationalmannschaft und avancierte hinter Andreas Isaksson zum zweiten Torhüter der schwedischen Landesauswahl. In der Funktion des Ersatzmannes wurde er von Nationaltrainer Lars Lagerbäck für die Weltmeisterschaft 2006 und die Europameisterschaft 2008 nominiert. Dabei absolvierte er 2006 in Deutschland das erste Gruppenspiel gegen Trinidad & Tobago für den verletzten Isaksson und blieb dabei ohne Gegentor.